# Heriot-Watt University
Heriot-Watt University (HWU) er et universitet i Riccarton, Edinburgh, Skotland. Det blev grundlagt i 1821 som School of Arts of Edinburgh, og fik universitetsstatus i 1966.
Universitetet er opkaldt efter opfinderen James Watt og guldsmeden George Heriot (en).

## Galleri
- Hovedindgangen til receptionen i Riccarton, Edinburgh.
- Statue af James Watt.